# Fulgurodes cluacina
Fulgurodes cluacina är en fjärilsart som beskrevs av Druce 1893. Fulgurodes cluacina ingår i släktet Fulgurodes och familjen mätare. Inga underarter finns listade i Catalogue of Life.